# Lista meczów reprezentacji Meksyku w piłce nożnej mężczyzn prowadzonej przez Jesúsa Ramíreza
Zestawienie spotkań reprezentacji Meksyku pod wodzą Jesúsa Ramíreza.

## Oficjalne międzynarodowe spotkania
| Nr | Przeciwnik | Miejsce                  | Data             | Rozgrywki             | Wynik (Meksyk – przeciwnik) | Przypisy |
| -- | ---------- | ------------------------ | ---------------- | --------------------- | --------------------------- | -------- |
| 1  | Chiny      | Seattle                  | 16 kwietnia 2008 | Mecz towarzyski       | 1:0                         | [ 1 ]    |
| 2  | Argentyna  | Bridgeview               | 4 czerwca 2008   | Mecz towarzyski       | 1:4                         | [ 2 ]    |
| 3  | Peru       | Bridgeview               | 9 czerwca 2008   | Mecz towarzyski       | 4:0                         | [ 3 ]    |
| 4  | Belize     | Houston                  | 15 czerwca 2008  | Eliminacje do MŚ 2010 | 2:0                         | [ 4 ]    |
| 5  | Belize     | San Nicolás de los Garza | 22 czerwca 2008  | Eliminacje do MŚ 2010 | 7:0                         | [ 5 ]    |

## Bilans
|                 | Zwycięstwa | Remisy | Porażki |
| Ogółem          | 4          | 0      | 1       |
| Dom             | 1          | 0      | 0       |
| Wyjazd          | 1          | 0      | 0       |
| Neutralny teren | 2          | 0      | 1       |

|                 | Strzelone | Stracone |
| Ogółem          | 15        | 4        |
| Dom             | 7         | 0        |
| Wyjazd          | 2         | 0        |
| Neutralny teren | 6         | 4        |

|                 | Zwycięstwa | Remisy | Porażki |
| Ogółem          | 4          | 0      | 1       |
| Dom             | 1          | 0      | 0       |
| Wyjazd          | 1          | 0      | 0       |
| Neutralny teren | 2          | 0      | 1       |

|                 | Strzelone | Stracone |
| Ogółem          | 15        | 4        |
| Dom             | 7         | 0        |
| Wyjazd          | 2         | 0        |
| Neutralny teren | 6         | 4        |

## Rekordy
- Największe zwycięstwo: z Belize – 7:0 (22.06.2008, San Nicolás de los Garza)
- Największa porażka: z Argentyną – 1:4 (04.06.2008, Bridgeview)
- Najdłuższa seria zwycięstw: 3 (Peru, Belize, Belize)
- Najdłuższa seria bez porażki: 3 (Peru, Belize, Belize)
- Najszybciej strzelony gol: Fernando Arce – z Peru (5 min.)
- Najszybciej stracony gol: Nicolás Burdisso – z Argentyną (11 min.)
- Najlepszy strzelec: Fernando Arce (4 bramki)

## Strzelcy
| Lp | Piłkarz         | Gole                  |
| -- | --------------- | --------------------- |
| 1. | Fernando Arce   | Gol · Gol · Gol · Gol |
| 2. | Carlos Vela     | Gol · Gol · Gol       |
| 2. | Jared Borgetti  | Gol · Gol · Gol       |
| 3. | Andrés Guardado | Gol · Gol             |
| 4. | César Villaluz  | Gol                   |
| 4. | Zinha           | Gol                   |

## Szczegóły
| 16 kwietnia 2008 | Meksyk · César Villaluz 14' | 1:0(1:0) | Chiny | Seattle, Qwest Field |
|                  |                             |          |       |                      |

Meksyk: Oswaldo Sánchez – Leobardo López, Fausto Pinto – Adrián Aldrete, Patricio Araujo, Jorge Hernández (46. José Joel González), Zinha (88. Christian Bermúdez), Luis Ernesto Pérez, Sergio Amaury Ponce (52. Omar Esparza), César Villaluz (90. Pablo Barrera) – Sergio Santana (74. Juan Carlos Cacho)

Chiny: Song Zhenyu – Cao Yang, Wang Xiao (17. Wu Hao), Xin Feng – Hu Zhaojun (53. Li Jianhua), Zhao Junzhe (82. Lin Yang), Sun Ji, Wu Wei’an (70. Lu Feng), Xiao Zhanbo – Gao Lin (62. Yan Li), Qu Bo (74. Wang Song).  Trener: Vladimir Petrović
| 4 czerwca 2008 | Meksyk · Zinha 62' | 1:4(0:3) | Argentyna · Nicolás Burdisso 11' · Lionel Messi 17' · Maxi Rodríguez 29' · Sergio Agüero 70' | Bridgeview, Toyota Park |
|                |                    |          |                                                                                              |                         |

Meksyk: Oswaldo Sánchez – Jonny Magallón, Ricardo Osorio, Carlos Salcido (60. Fernando Arce) – Andrés Guardado (56. Adrián Aldrete), Zinha, Luis Ernesto Pérez (66. Jared Borgetti), Sergio Amaury Ponce (46. Aarón Galindo), Gerardo Torrado (73. Gonzalo Pineda) – Sergio Santana (46. César Villaluz), Carlos Vela

Argentyna: Roberto Abbondanzieri – Nicolás Burdisso, Fabricio Coloccini, Martín Demichelis, Javier Zanetti – Fernando Gago (78. Éver Banega), Javier Mascherano, Maxi Rodríguez (73. Jonás Gutiérrez) – Sergio Agüero (85. Lisandro López), Julio Ricardo Cruz (60. Fernando Cavenaghi), Lionel Messi (85. José Ernesto Sosa). Trener: Alfio Basile
| 9 czerwca 2008 | Meksyk · Fernando Arce 5' · Andrés Guardado 8' · Carlos Vela 21' · Fernando Arce 28' | 4:0(4:0) | Peru | Bridgeview, Toyota Park |
|                |                                                                                      |          |      |                         |

Meksyk: Oswaldo Sánchez – Aarón Galindo, Jonny Magallón, Ricardo Osorio (65. Óscar Rojas), Carlos Salcido (83. Héctor Moreno) – Fernando Arce, Andrés Guardado (72. Adrián Aldrete), Zinha (51. César Villaluz), Luis Ernesto Pérez, Gerardo Torrado (59. Patricio Araujo) – Carlos Vela (68. Sergio Santana)

Peru: George Forsyth – Luis Daniel Hernández (46. Juan Manuel Vargas), Guillermo Salas (59. Ámilton Prado), Walter Vílchez, Miguel Villalta – Juan Comínges (61. Hernán Rengifo), Juan Carlos Mariño (70. Rinaldo Cruzado), Nolberto Solano, Rainer Torres (43. Miguel Cevasco) – Daniel Chávez (46. Donny Neyra), Paolo Guerrero. Trener: José del Solar
| 15 czerwca 2008 | Belize | 0:2(0:0) | Meksyk · Carlos Vela 65' · Jared Borgetti 90' (k.) | Houston, Robertson Stadium |
|                 |        |          |                                                    |                            |

Belize: Shane Orio – Ian Gaynair (53. Ryan Simpson), Trevor Lennen, Elroy Smith, David Trapp – Denis Benavides (87. Daniel Jimenez), Harrison Roches, Lester Serrano, Harrison Tasher – Deon McCaulay (80. Jeromy James), Víctor Morales. Trener: Palmiro Salas

Meksyk: Oswaldo Sánchez – Aarón Galindo, Jonny Magallón, Ricardo Osorio, Carlos Salcido – Fernando Arce, Andrés Guardado, Zinha (62. César Villaluz), Luis Ernesto Pérez, Gerardo Torrado (46. Gonzalo Pineda) – Carlos Vela (77. Jared Borgetti)
| 22 czerwca 2008 | Meksyk · Carlos Vela 8' · Andrés Guardado 33' · Fernando Arce 45'+1 · Fernando Arce 48' · Jared Borgetti 52' · Trevor Lennen 90' (sam.) · Jared Borgetti 90'+3 | 7:0(3:0) | Belize | San Nicolás de los Garza, Estadio Universitario |
|                 | |          |        |                                                 |

Meksyk: Oswaldo Sánchez – Aarón Galindo, Jonny Magallón, Óscar Rojas, Carlos Salcido – Fernando Arce (52. Jared Borgetti), Andrés Guardado (48. Ricardo Osorio), Luis Ernesto Pérez, Gonzalo Pineda (14. Zinha), César Villaluz – Carlos Vela

Belize: Shane Orio – Ian Gaynair, Daniel Jimenez, Trevor Lennen, Bernard Linarez, Elroy Smith (46. Albert Thurton) – Harrison Roches (53. Jeromy James), Lester Serrano, Ryan Simpson (76. Dennis Serrano), Harrison Tasher – Deon McCaulay. Trener: Palmiro Salas